# Бетцендорф (Нижня Саксонія)
Бетцендорф (нім. Betzendorf) — громада в Німеччині, розташована в землі Нижня Саксонія. Входить до складу району Люнебург. Складова частина об'єднання громад Амелінггаузен.
Площа — 32,71 км2. Населення становить 1103 ос. (станом на 31 грудня 2021).

## Галерея

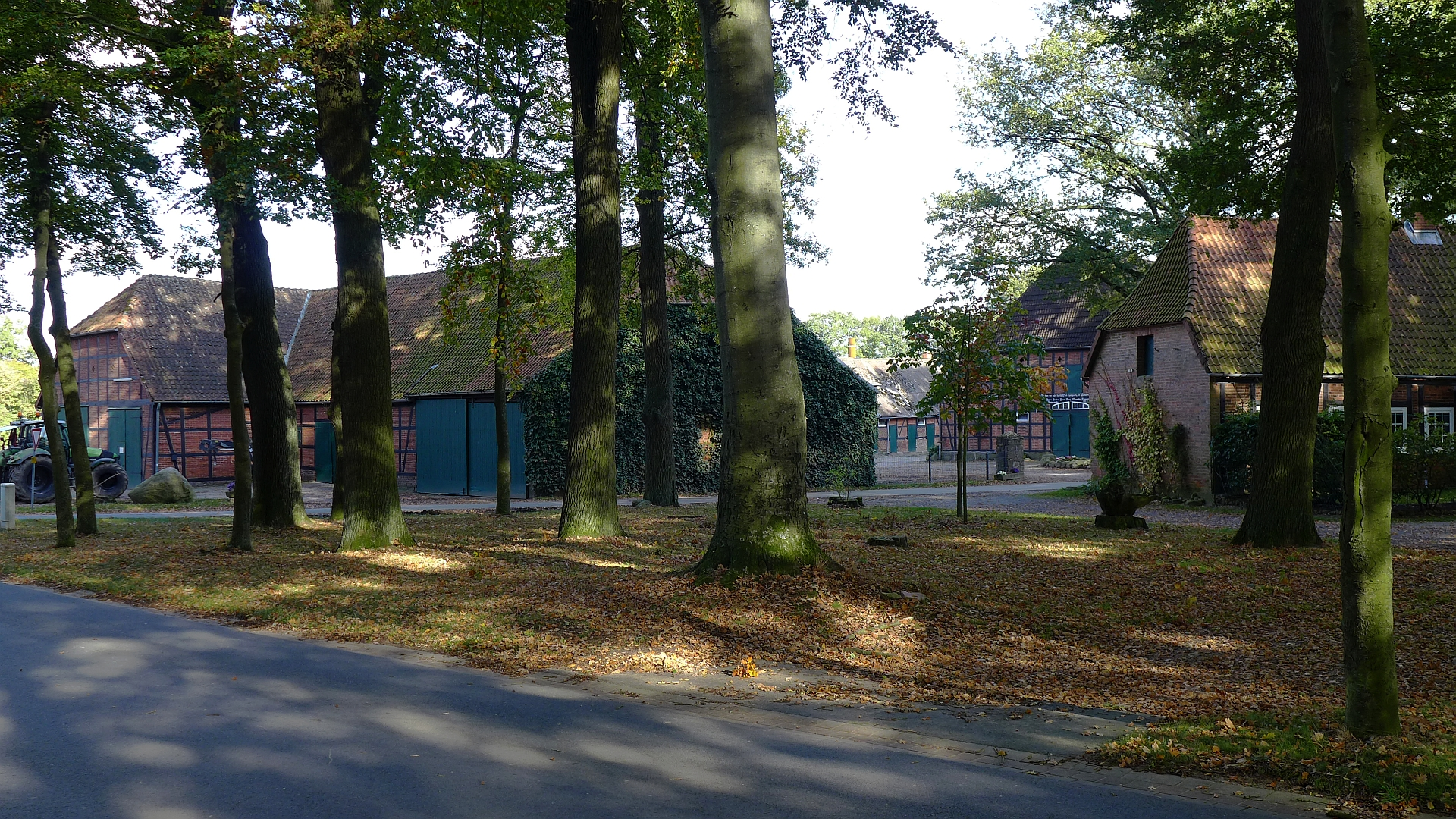
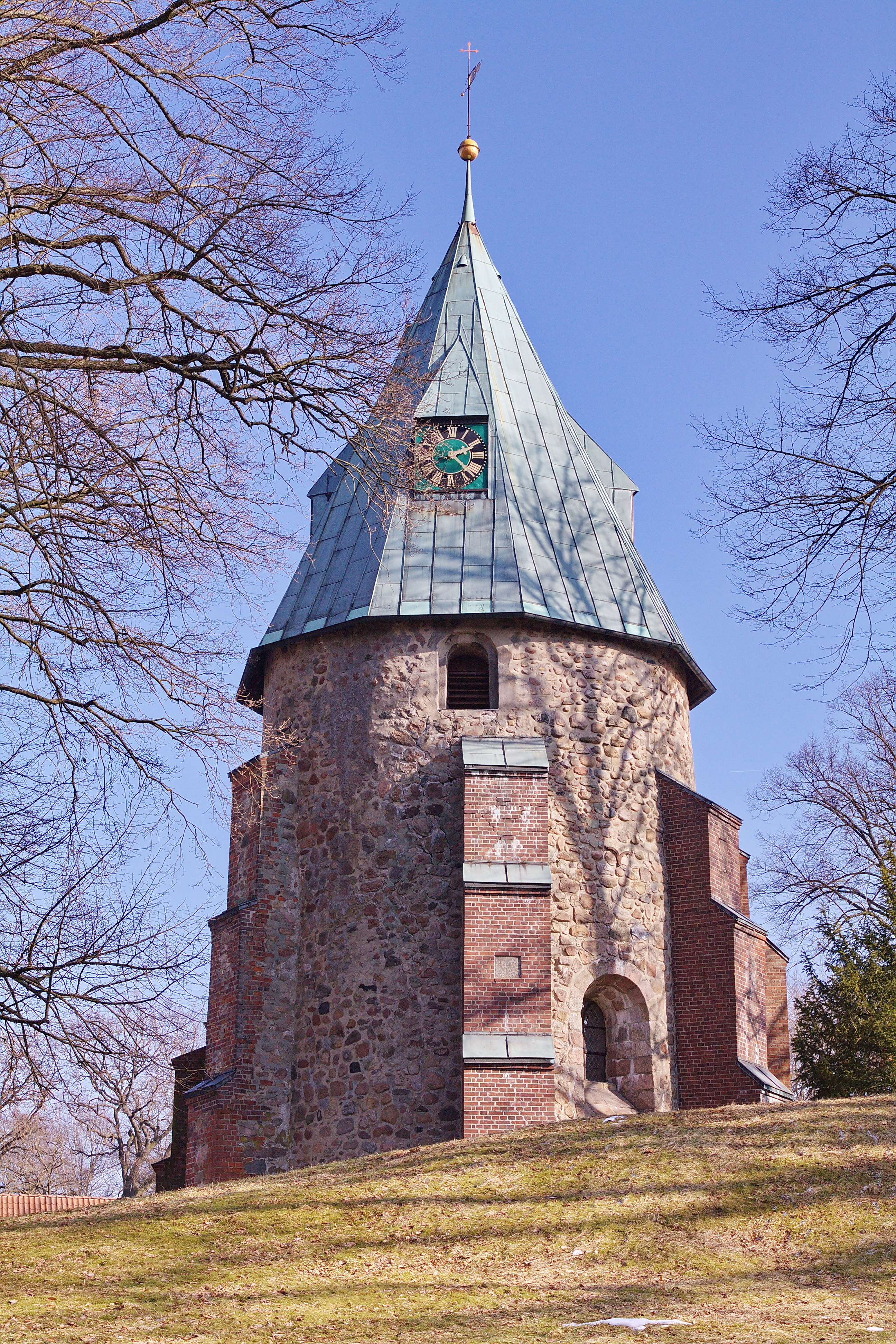